# Rocca di Cavour
Rocca di Cavour este o arie protejată (arie specială de conservare — SAC, sit de importanță comunitară — SCI) din Italia întinsă pe o suprafață de 76 ha, integral pe uscat.

## Localizare
Centrul sitului Rocca di Cavour este situat la coordonatele 44°46′52″N 7°22′41″E / 44.781°N 7.378°E.

## Înființare
Situl Rocca di Cavour a fost declarat sit de importanță comunitară în septembrie 1995 pentru a proteja 5 specii de animale. Situl a fost protejat și ca arie specială de conservare în iulie 2016.

## Biodiversitate
Situată în ecoregiunea continentală, aria protejată conține 3 habitate naturale: Păduri de Castanea sativa, Fânețe de joasă altitudine (Alopecurus pratensis, Sanguisorba officinalis), Pante stâncoase silicioase cu vegetație casmofită.
La baza desemnării sitului se află mai multe specii protejate de  păsări (5): șoim călător (Falco peregrinus), sfrâncioc roșiatic (Lanius collurio), gaia roșie (Milvus milvus), pitulice sfârâitoare (Phylloscopus sibilatrix), silvie de tufiș (Sylvia undata)
Pe lângă speciile protejate, pe teritoriul sitului au mai fost identificate 1 specie de plante, 1 specie de amfibieni, 4 specii de mamifere, 1 specie de nevertebrate, 5 specii de reptile.